# HMS Quorn (1940)
HMS Quorn (L88) — британский эскортный миноносец (эскортный эсминец) типа «Хант» (серия «Хант 1»), участвовавший во Второй мировой войне.

## История
Эсминец получил название в честь ежегодного охотничьего мероприятия, проводимого клубом в Лестершире. Заказ под номером J6633 на строительство «Куорна» поступил 11 апреля 1939 года в рамках программы военного строительства на 1939 год. Строительство началось 26 июля 1939 года, спуск корабля на воду состоялся 27 марта 1940 года, работы завершили 21 сентября 1940 года. Оно затягивалось по причине ряда технических проблем с двигателем и некачественным закреплением элементов кормы.
В сентябре 1940 года корабль был зачислен в 21-ю флотилию эсминцев, в октябре прибыл на базу Скапа-Флоу, откуда выходил на патрулирование в Северное море. С декабря 1940 года «Куорн» базировался в Харидже в составе 16-й флотилии, откуда выходил также и для сопровождения конвоев. В марте эскортный миноносец приступил к минированию прибрежных вод Великобритании, 1 апреля 1941 года он натолкнулся на две мины и серьёзно пострадал, вследствие чего встал на ремонт, но при этом официально выходил на службу и даже участвовал в обстреле Дьепа в июле. С августа 1941 года он продолжал службу по сопровождению конвоев и патрулированию, однако 18 августа 1941 года во время перехода в Чатем вновь подорвался на мине (пострадало машинное отделение) и встал на ремонт, откуда вернулся 13 сентября 1941 года.
20 апреля 1942 года в полутора милях к востоку от Олдборо «Куорн» в третий раз натолкнулся на мину: двое матросов с корабля погибли, один был ранен. Была затоплена котельная № 1, корпус получил серьёзные повреждения. До июля эскортный миноносец стоял на ремонте, вернувшись 19 августа 1942 года в 16-ю флотилию. Во второй половине года он занимался уже перехватом конвоев и даже принял участие в погоне за вражеским конвоем у Шербура. В течение 1943 года он продолжал службу в Северном море, в мае был включён в список кораблей для участия в Нормандской операции в составе 115-й группы эскортных эсминцев.
3 августа 1944 года у Гавра «Куорн» был потоплен радиоуправляемым взрывающимся катером типа «Линзе». В результате атаки корабль раскололся на две части, которые быстро затонули. Погибли 130 человек.